# Сан-Люренс-да-ла-Муга
Сан-Люре́нс-да-ла-Му́га (кат. Sant Llorenç de la Muga) - муніципалітет, розташований в Автономній області Каталонія, в Іспанії. Знаходиться у районі (кумарці) Алт-Ампурда провінції Жирона, згідно з новою адміністративною реформою перебуватиме у складі Баґарії (округи) Жирона.

## Населення
Населення міста (у 2007 р.) становить 215 осіб (з них менше 14 років - 10,7%, від 15 до 64 - 67%, понад 65 років - 22,3%). У 2006 р. народжуваність склала 1 особа, смертність - 3 особи, зареєстровано 5 шлюбів. У 2001 р. активне населення становило 85 осіб, з них безробітних - 4 особи.

Серед осіб, які проживали на території міста у 2001 р., 144 народилися в Каталонії (з них 93 особи у тому самому районі, або кумарці), 19 осіб приїхало з інших областей Іспанії, а 22 особи приїхали з-за кордону. 

Університетську освіту має 12,3% усього населення. 

У 2001 р. нараховувалося 84 домогосподарства (з них 29,8% складалися з однієї особи, 38,1% з двох осіб,17,9% з 3 осіб, 11,9% з 4 осіб, 1,2% з 5 осіб, 1,2% з 6 осіб, 0% з 7 осіб, 0% з 8 осіб і 0% з 9 і більше осіб).

Активне населення міста у 2001 р. працювало у таких сферах діяльності : у сільському господарстві - 6,2%, у промисловості - 8,6%, на будівництві - 14,8% і у сфері обслуговування - 70,4%. 

 У муніципалітеті або у власному районі (кумарці) працює 46 осіб, поза районом - 48 осіб.

### Безробіття
У 2007 р. нараховувалося 6 безробітних (у 2006 р. - 8 безробітних), з них чоловіки становили 33,3%, а жінки - 66,7%.

## Економіка

### Підприємства міста

#### Роздрібна торгівля
| \| Підприємства роздрібної торгівлі міста, за сферою діяльності \| Підприємства роздрібної торгівлі міста, за сферою діяльності \| Підприємства роздрібної торгівлі міста, за сферою діяльності \| \| Рік \| 2002 р. \| 2001 р. \| \| ------------------------------------------------------------ \| ------------------------------------------------------------ \| ------------------------------------------------------------ \| \| Продукти харчування \| 100% \| 50% \| \| Одяг та взуття \| 0% \| 0% \| \| Товари для дому \| 0% \| 0% \| \| Книги та періодичні видання \| 0% \| 0% \| \| Промислова хімічна продукція \| 0% \| 0% \| \| Продукція, пов'язана з транспортними засобами \| 0% \| 0% \| \| Інше \| 0% \| 50% \| \| Усього підприємств \| 1 \| 2 \| |         |         |
| Підприємства роздрібної торгівлі міста, за сферою діяльності |         |         |
| Рік | 2002 р. | 2001 р. |
| Продукти харчування | 100%    | 50%     |
| Одяг та взуття | 0%      | 0%      |
| Товари для дому | 0%      | 0%      |
| Книги та періодичні видання | 0%      | 0%      |
| Промислова хімічна продукція | 0%      | 0%      |
| Продукція, пов'язана з транспортними засобами | 0%      | 0%      |
| Інше | 0%      | 50%     |
| Усього підприємств | 1       | 2       |

#### Сфера послуг
| \| Підприємства міста, що працюють у сфері послуг, за діяльністю \| Підприємства міста, що працюють у сфері послуг, за діяльністю \| Підприємства міста, що працюють у сфері послуг, за діяльністю \| \| Рік \| 2002 р. \| 2001 р. \| \| ------------------------------------------------------------- \| ------------------------------------------------------------- \| ------------------------------------------------------------- \| \| Гуртова торгівля \| 9,1% \| 0% \| \| Готелі та готельний бізнес \| 72,7% \| 77,8% \| \| Транспорт та зв'язок \| 0% \| 0% \| \| Посередницькі фінансові послуги \| 0% \| 0% \| \| Послуги підприємствам \| 0% \| 0% \| \| Послуги фізичним особам \| 0% \| 0% \| \| Нерухомість та ін. \| 18,2% \| 22,2% \| \| Усього підприємств \| 11 \| 9 \| |         |         |
| Підприємства міста, що працюють у сфері послуг, за діяльністю |         |         |
| Рік | 2002 р. | 2001 р. |
| Гуртова торгівля | 9,1%    | 0%      |
| Готелі та готельний бізнес | 72,7%   | 77,8%   |
| Транспорт та зв'язок | 0%      | 0%      |
| Посередницькі фінансові послуги | 0%      | 0%      |
| Послуги підприємствам | 0%      | 0%      |
| Послуги фізичним особам | 0%      | 0%      |
| Нерухомість та ін. | 18,2%   | 22,2%   |
| Усього підприємств | 11      | 9       |

## Житловий фонд
У 2001 р. 3,6% усіх родин (домогосподарств) мали житло метражем до 59 м², 16,7% - від 60 до 89 м², 22,6% - від 90 до 119 м² і
57,1% - понад 120 м².

З усіх будівель у 2001 р. 59,6% було одноповерховими, 23% - двоповерховими, 16,8
% - триповерховими, 0,6% - чотириповерховими, 0% - п'ятиповерховими, 0% - шестиповерховими,
0% - семиповерховими, 0% - з вісьмома та більше поверхами.

## Автопарк
| \| Автомобілі, зареєстровані у місті, за призначенням \| Автомобілі, зареєстровані у місті, за призначенням \| Автомобілі, зареєстровані у місті, за призначенням \| \| Рік \| 2006 р. \| 2005 р. \| \| -------------------------------------------------- \| -------------------------------------------------- \| -------------------------------------------------- \| \| Приватні автомобілі \| 61,1% \| 59,6% \| \| Мотоцикли \| 11,1% \| 11,7% \| \| Вантажівки \| 25,8% \| 26,1% \| \| Трактори \| 0% \| 0% \| \| Автобуси та ін. \| 2,1% \| 2,7% \| \| Усього автомобілів \| 190 шт. \| 188 шт. \| |         |         |
| Автомобілі, зареєстровані у місті, за призначенням |         |         |
| Рік | 2006 р. | 2005 р. |
| Приватні автомобілі | 61,1%   | 59,6%   |
| Мотоцикли | 11,1%   | 11,7%   |
| Вантажівки | 25,8%   | 26,1%   |
| Трактори | 0%      | 0%      |
| Автобуси та ін. | 2,1%    | 2,7%    |
| Усього автомобілів | 190 шт. | 188 шт. |

## Вживання каталанської мови
У 2001 р. каталанську мову у місті розуміли 97,3% усього населення (у 1996 р. - 100%), вміли говорити нею 91,3% (у 1996 р. - 
95,4%), вміли читати 84,7% (у 1996 р. - 93,1%), вміли писати 45,4
% (у 1996 р. - 40,8%). Не розуміли каталанської мови 2,7%.

## Політичні уподобання
У виборах до Парламенту Каталонії у 2006 р. взяло участь 123 особи (у 2003 р. - 122 особи). Голоси за політичні сили розподілилися таким чином:
| \| Вибори до Парламенту Каталонії \| Вибори до Парламенту Каталонії \| Вибори до Парламенту Каталонії \| \| Рік \| 2006 р. \| 2003 р. \| \| -------------------------------------- \| ------------------------------ \| ------------------------------ \| \| Конвергенція та Єднання (CiU) \| 50,4% \| 48,4% \| \| Соціалістична партія Каталонії (PSC) \| 23,6% \| 27% \| \| Народна партія (PP) \| 1,6% \| 2,5% \| \| Ініціатива за зелену Каталонію (IC) \| 0% \| 4,9% \| \| Республіканська лівиця Каталонії (ERC) \| 22% \| 16,4% \| \| Громадянська партія (C's) \| 0,8% \| 0% \| \| Інші \| 1,6% \| 0,8% \| |         |         |
| Вибори до Парламенту Каталонії |         |         |
| Рік | 2006 р. | 2003 р. |
| Конвергенція та Єднання (CiU) | 50,4%   | 48,4%   |
| Соціалістична партія Каталонії (PSC) | 23,6%   | 27%     |
| Народна партія (PP) | 1,6%    | 2,5%    |
| Ініціатива за зелену Каталонію (IC) | 0%      | 4,9%    |
| Республіканська лівиця Каталонії (ERC) | 22%     | 16,4%   |
| Громадянська партія (C's) | 0,8%    | 0%      |
| Інші | 1,6%    | 0,8%    |